# BMZ TEM18
TEM18 (ros. TЭM18 – skrót od spalinowa lokomotywa manewrowa z przekładnią elektryczną) – lokomotywa spalinowa produkowana od 1992 roku w Briańsku w Rosji jako następczyni popularnej lokomotywy TEM2. Lokomotywy pracują te w krajach WNP i w Polsce na terminalu przeładunku rud żelaza w Sławkowie.